# Неопалима купина
Неопалима купина или несагорива купина је реликвија хришћанска и старозаветне традиције, која се чува у истоименој цркви у склопу манастира Свете Катарине на Синају.

## Историја
По библијском сведочењу, Мојсије је једном приликом напасао стадо свог таста на планини Хорив (Божја гора) на Синају. Наједном, из грма купине му се јавио анђео у пламену. Купина је буктала, али није сагоревала. Мојсије је је узвикнуо: „...Идем да видим ту утвару велику, зашто не сагорева купина...” Пришао је несагоривом грму, кад му се Господ обратио речима: „...Изуј обућу своју с ногу својих, јер је место где стојиш света земља...” Том приликом Господ му је обећао да ће му помоћи да ослободи свој народ (јеврејски) из мисирског ропства. (Исх 3:2)
По православном учењу „несагорива (неопалима) купина” је симбол непорочног зачећа Христа од пресвете Богородице.
330. године царица Јелена, мајка цара Константина, је на том месту подигла је капелу посвећену Богородици. Касније, у 6. веку, Цар Јустинијан и царица Теодора уз ову капелу саградили су цркву, тробродну базилику од црвеног камена са Синаја, посвећену Преображењу Господњем. Из олтара храма и данас расте огромни жбун „несагориве купине”. Жбун је јединствен на свету, ходочасници га свакодневно обилазе, кришом откидају гранчице, носе кући и покушавају да га пресаде. Монаси тврде да то још ником није успело, а да су научници који су испитивали жбун потврдили његову исконску старост.